# روبرت أنتوني هاتشر
روبرت أنتوني هاتشر (بالإنجليزية: Robert Anthony Hatcher)‏ هو محامي وسياسي أمريكي، ولد في 24 فبراير 1819 في مقاطعة بوكنغهام في الولايات المتحدة، وتوفي في 4 ديسمبر 1886 في تشارلزتون في الولايات المتحدة. حزبياً، نشط في الحزب الديمقراطي. وقد انتخب عضو مجلس النواب الأمريكي.